# لوکاویتسه (ناحیه ریخنوف ناد کنیژنوو)
لوکاویتسه (به چکی: Lukavice) یک منطقهٔ مسکونی در جمهوری چک است که در ناحیه ریخنوف ناد کنیژنوو واقع شده‌است.